# Bianca Belair
Pour les articles homonymes, voir Belair et Blair.
 (juin 2021).
Bianca Blair (née le 9 avril 1989 à Knoxville (Tennessee)) est une catcheuse (lutteuse professionnelle) américaine. Elle travaille actuellement à la World Wrestling Entertainment, dans la division SmackDown, sous le nom de Bianca Belair

## Jeunesse
Elle est la fille de Leonard et Travonda Blair et a quatre frères et sœurs,. Elle fait de l’athlétisme au lycée et fait des courses de haies. Elle est championne de l'état du Tennessee du 100 m haies et du 300 m durant sa dernière année de lycée en 2007.
Après le lycée, elle obtient une bourse sportive à l'université de Caroline du Sud puis à l'université A&M du Texas avant de finir à l'université du Tennessee. Elle quitte l'université en 2012 et travaille comme commercial pour une entreprise produisant des arômes à Atlanta. En parallèle à son activité professionnelle, elle participe à des compétitions de crossfit.

## Carrière de catcheuse

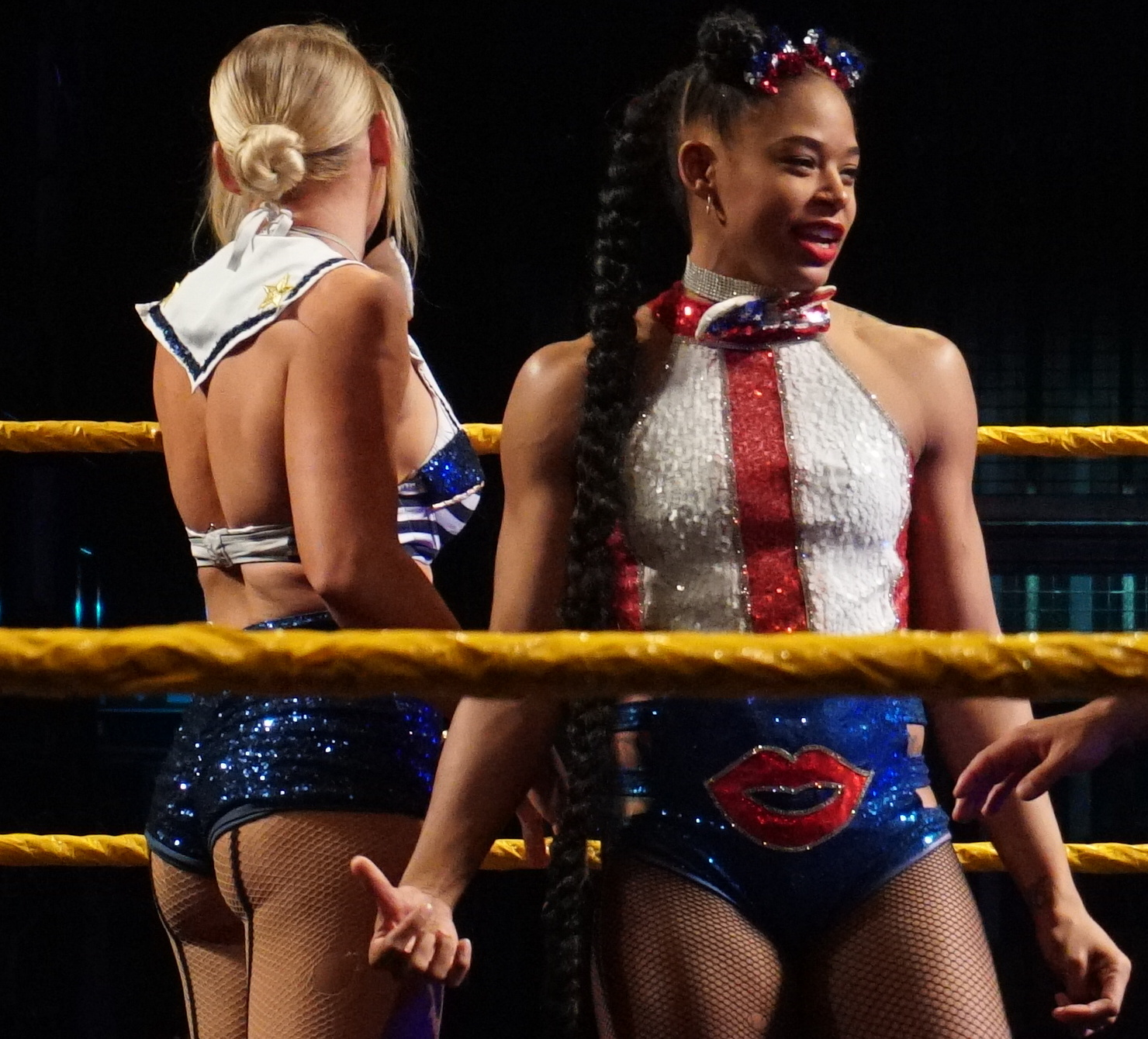
Bianca Belair et Lacey Evans lors du live de WWE 2018

### World Wrestling Entertainment(2016-...)

#### Débuts àNXT(2016-2020)
Le 12 avril 2016, elle signe officiellement avec la World Wrestling Entertainment et s'entraîne au WWE Performance Center.
Le 3 mai 2017 à NXT, elle fait ses débuts en tant que Heel, sous le nom de Bianca Belair, et son premier match dans une Battle Royal pour déterminer l'aspirante n°1 au titre féminin de la NXT, mais elle a été éliminée[réf. nécessaire].
Le 8 avril 2018 lors du pré-show à WrestleMania 34, elle ne remporte pas la première Women's Battle Royal, gagnée par Naomi.
Le 26 janvier 2019 à NXT TakeOver: Phoenix, elle ne remporte pas le titre féminin de la NXT, battue par Shayna Baszler par soumission[réf. nécessaire].
Le 5 avril à NXT TakeOver: New York, elle ne remporte pas, une nouvelle fois, la ceinture, battue par sa même adversaire dans un Fatal 4-Way match, qui inclut également Io Shirai et Kairi Sane[réf. nécessaire].
Le 23 novembre à NXT TakeOver: WarGames, l'équipe Baszler (Shayna Baszler, Io Shirai, Kay Lee Ray et elle) perd face à celle de Ripley (Rhea Ripley, Candice LeRae, Tegan Nox et Dakota Kai) dans le tout premier Women's WarGames match. Mais après le combat, la Néo-Zélandaise de l'équipe adverse effectue un Heel Turn en attaquant sa propre partenaire galloise[réf. nécessaire].
Le 26 janvier 2020 au Royal Rumble, elle entre dans son tout premier Royal Rumble match féminin en seconde position, élimine Mighty Molly, Nikki Cross, Mandy Rose, Sonya Deville, Candice LeRae, Tamina, Dana Brooke et Alexa Bliss avant d'être elle-même éliminée par la future gagnante, Charlotte Flair[réf. nécessaire]. Le 16 février à NXT TakeOver: Portland, elle ne remporte pas le titre féminin de la NXT, battue par Rhea Ripley[réf. nécessaire].

#### Courte apparition àRaw, Draft àSmackDown, gagnante du Royal Rumble et championne deSmackDown(2020-2021)
Le 5 avril à WrestleMania 36, après la conservation des titres par équipe de Raw des Street Profits sur Angel Garza et Austin Theory, elle fait ses débuts dans le roster principal, en tant que Face, et intervient pour défendre son mari, attaqué par Zelina Vega[réf. nécessaire]. Le lendemain à Raw, elle dispute son premier match dans le show rouge, où son match face à la Portoricaine se termine en No Contest, à la suite d'une bagarre entre les quatre hommes. Les Street Profits et elle battent ensuite leurs adversaires dans un 6-Person Mixed Tag Team match[réf. nécessaire]. Le même soir, elle rejoint officiellement le show rouge.
Le 9 octobre à SmackDown, lors du Draft, elle est annoncée être transférée au show bleu par Stephanie McMahon[réf. nécessaire]. Le 22 novembre aux Survivor Series, l'équipe SmackDown (Ruby Riott, Liv Morgan, Bayley, Natalya et elle) perd face à celle de Raw (Nia Jax, Shayna Baszler, Lana, Lacey Evans et Peyton Royce) dans un Women's 5-on-5 Traditional Survivor Series Elimination Tag Team match.
Le 31 janvier 2021 au Royal Rumble, elle entre dans le Royal Rumble féminin en 3e position, et le remporte en éliminant successivement Bayley, Natalya, Charlotte Flair (aidée par Rhea Ripley) et l'Australienne en dernière position[réf. nécessaire]. Le 21 février à Elimination Chamber, Sasha Banks et elle ne remportent pas les titres féminins par équipe de la WWE, battues par Nia Jax et Shayna Baszler. Cinq soirs plus tard à SmackDown, elle choisit officiellement The Boss comme adversaire. Le 21 mars à Fastlane, sa rivale et elle ne remportent pas, une nouvelle fois, les titres féminins par équipe de la WWE, battues par ses mêmes adversaires.
Le 10 avril à WrestleMania 37, elle devient la nouvelle championne de SmackDown en battant Sasha Banks, remportant le titre pour la première fois de sa carrière[réf. nécessaire]. Le 16 mai à WrestleMania Backlash, elle conserve son titre en battant Bayley. Le 21 juin à Hell in a Cell, elle conserve son titre en rebattant sa même adversaire dans un Hell in a Cell match.
Le 21 août à SummerSlam, elle perd en 26 secondes face à Becky Lynch, de retour après un congé de maternité, ne conservant pas son titre et mettant fin à son règne. Le 26 septembre à Extreme Rules, elle bat l'Irlandaise par disqualification, attaquée par Sasha Banks, mais ne remporte pas le titre féminin de SmackDown.

#### Retour àRawet championne deRaw(2021-2023)
Le 1er octobre à SmackDown, lors du Draft, elle est annoncée être officiellement transférée à Raw par Adam Pearce. 20 soirs plus tard à Crown Jewel, elle ne remporte pas la ceinture, rebattue par la catcheuse irlandaise dans un Triple Threat match qui inclut également Sasha Banks. Le 21 novembre aux Survivor Series, l'équipe Raw, dont elle fait partie, bat celle de SmackDown dans un Women's 5-on-5 Traditional Survivor Series Elimination Tag Team match.
Le 29 janvier 2022 au Royal Rumble, elle entre dans le Women's Royal Rumble match en 8e position, élimine Natalya avant d'être elle-même éliminée par Charlotte Flair après 47 minutes de match. Le 19 février à Elimination Chamber, elle remporte son premier Women's Elimination Chamber match et devient aspirante no 1 à la ceinture féminine du show rouge à WrestleMania 38.
Le 2 avril à WrestleMania 38, elle devient la nouvelle championne de Raw en prenant sa revanche sur Becky Lynch, remporte le titre pour la première fois de sa carrière, son second titre personnel et prend également sa revanche sur le match rapidement perdu à SummerSlam l'année passée. Le 5 juin à Hell in a Cell, elle conserve son titre en rebattant sa même adversaire et en battant Asuka dans un Triple Threat match.
Le 2 juillet à Money in the Bank, elle conserve son titre en battant Carmella. Après le combat, elle se fait tabasser par son adversaire. Le 30 juillet à SummerSlam, elle conserve son titre en rebattant la catcheuse irlandaise. Après le combat, son opposante effectue un Face Turn, lui propose une poignée de mains, qu'elle accepte, et les deux catcheuses se font un câlin. Bayley, de retour de blessure après un an d'absence et accompagnée de Dakota Kai et IYO SKY, la confronte, mais Big Time Becks lui prête main-forte. Le 3 septembre à Clash at the Castle, Alexa Bliss, Asuka et elle perdent face à Damage CTRL (IYO SKY, Dakota Kai et Bayley) dans un 6-Women Tag Team match.
Le 8 octobre à Extreme Rules, elle conserve son titre en battant la leader du clan ennemi dans un Ladder match. Le 5 novembre à Crown Jewel, elle conserve son titre en rebattant sa même adversaire dans un Last Women Standing match. Le 26 novembre aux Survivor Series: WarGames, Alexa Bliss, Asuka, Mia Yim, Becky Lynch et elle battent Damage CTRL (Bayley, Dakota Kai, IYO SKY), Nikki Cross et Rhea Ripley dans un Women's WarGames match.
Le 28 janvier 2023 au Royal Rumble, elle conserve son titre en battant Alexa Bliss.
Le 2 avril à WrestleMania 39, elle conserve son titre en rebattant Asuka.

#### Retour àSmackDown, double championne de la WWE, double championne par équipes avec Jade Cargill et Naomi (2023-2025)
Le 28 avril à SmackDown, lors du Draft, elle est annoncée être officiellement transférée au show bleu par Triple H. Le 6 mai à Backlash, elle conserve son titre en battant IYO SKY. Le 27 mai à Night of Champions, elle ne conserve pas sa ceinture, battue par Asuka dans un match revanche.
Le 5 août à SummerSlam, elle redevient championne de la WWE, pour la seconde fois, en prenant sa revanche sur Asuka et en battant Charlotte Flair dans un Triple Threat match. Mais après le combat, elle ne conserve pas sa ceinture, battue par IYO SKY qui a attaqué les trois catcheuses et utilisé sa mallette sur elle.
Le 20 octobre à SmackDown, après la conservation de la ceinture de la catcheuse japonaise sur The Queen, elle fait son retour après deux mois et demi d'absence et vient en aide à la seconde, attaquée par la première et les partenaires de celle-ci. Le 4 novembre à Crown Jewel, elle ne remporte pas la ceinture, rebattue par sa même adversaire, à la suite des interventions extérieures de Kairi Sane revenue après 3 ans d'absence. Le 25 novembre aux Survivor Series: WarGames, Charlotte Flair, Shotzi, Becky Lynch et elle battent Damage CTRL dans un Women's WarGames match.
Le 27 janvier 2024 au Royal Rumble, elle entre dans le Women's Royal Rumble match en 10e position, élimine Jordynne Grace avant d'être elle-même éliminée par la future gagnante, Bayley. Le 24 février à Elimination Chamber, elle ne devient pas aspirante no 1 au titre mondial féminin à WrestleMania XL, battue par Becky Lynch dans un Women's Elimination Chamber match.

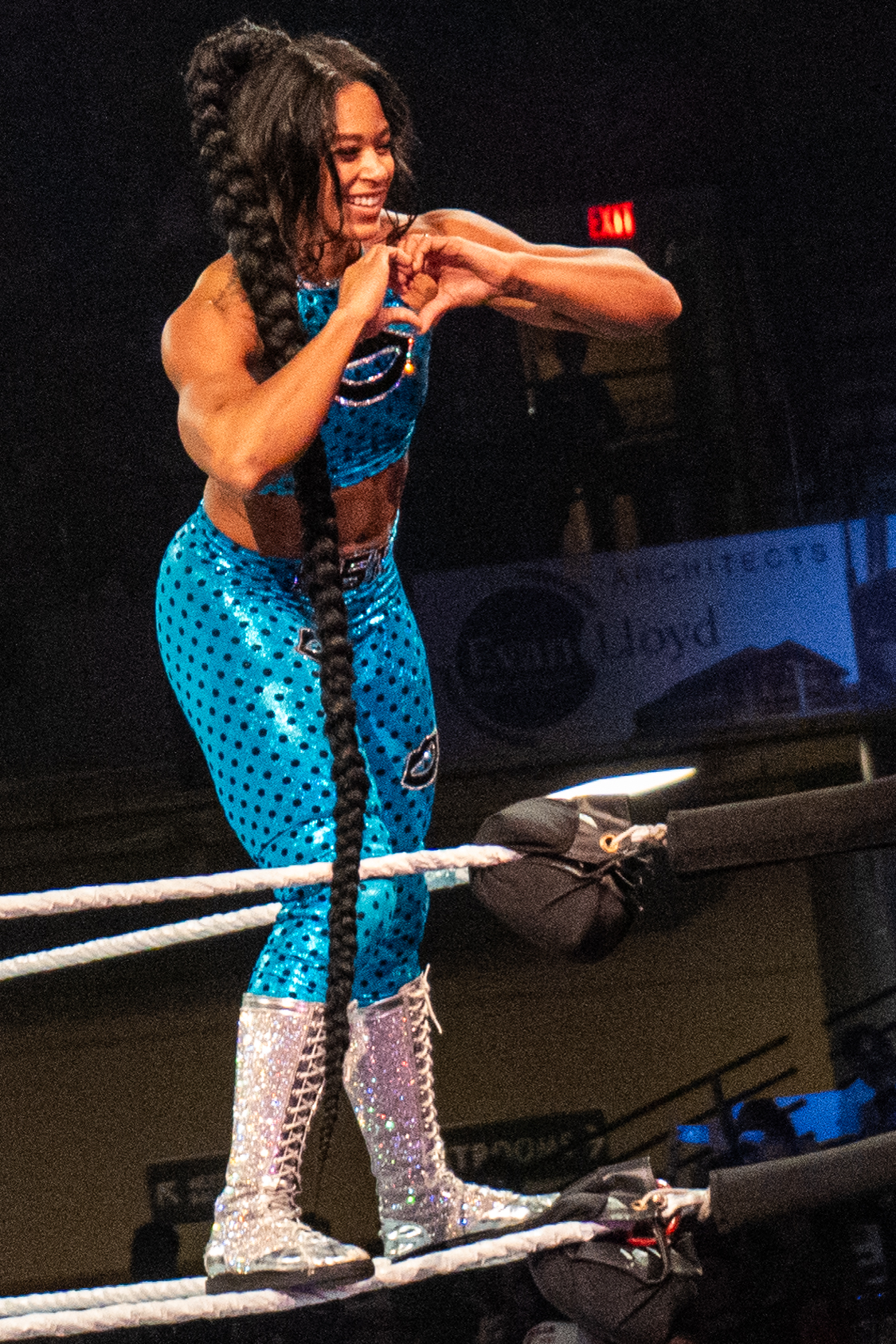
La catcheuse en 2024.

Le 6 avril à WrestleMania XL, Jade Cargill, Naomi et elle battent Damage CTRL dans un 6-Women Tag Team match. Le 4 mai à Backlash, Jade Cargill et elle deviennent les nouvelles championnes par équipes en battant les Kabuki Warriors (Asuka et Kairi Sane) et remportent les titres pour la première fois de leurs carrières. Le 25 mai lors du pré-show à King & Queen of the Ring, elles conservent leurs titres en battant The Way (Candice LeRae et Indi Hartwell). Le 15 juin à Clash at the Castle, elles ne conservent pas leurs ceintures, battus par The Unholy Union (Alba Fyre et Isla Dawn) dans un Triple Threat Tag Team match qui inclut également Shayna Baszler et Zoey Stark.
Le 31 août à Bash in Berlin, elles redeviennent championnes par équipes, pour la seconde fois, en prenant leur revanche sur les deux catcheuses écossaises.
Le 2 novembre à Crown Jewel, elles conservent leurs titres en battant Damage CTRL, Chelsea Green, Piper Niven et Meta-Four dans un Fatal 4-Way Tag Team match. Vingt-huit soirs plus tard aux Survivor Series: WarGames, Rhea Ripley, Bayley, Iyo Sky, Naomi et elle battent Liv Morgan, Nia Jax, Raquel Rodriguez, Tiffany Stratton et Candice LeRae dans un Women's WarGames match. Le 13 décembre à SmackDown, The Glow remplace Jade Cargill à ses côtés et redevient championne par équipes pour la seconde fois.
Le 1er février 2025 au Royal Rumble, elle entre dans le Women's Royal Rumble match en 10e position, élimine Zoey Stark avec l'aide de sa coéquipière avant d'être elle-même éliminée par Nia Jax. Vingt-trois soirs plus tard à Raw, les deux catcheuses ne conservent pas leurs ceintures, battues par Liv Morgan et Raquel Rodriguez. Le 1er mars à Elimination Chamber, elle remporte, pour la seconde fois, le Women's Elimination Chamber match et devient aspirante no 1 à la ceinture mondiale féminine à WrestleMania 41. Six soirs plus tard à SmackDown, elle met officiellement fin à son alliance avec The Glow qui effectue un Heel Turn et reconnait sa culpabilité sur l'agression subie par The Storm, avant que Jade Cargill ne revienne attaquer la seconde catcheuse.
Le 20 avril à WrestleMania 41, elle ne remporte pas la ceinture, battue par Iyo Sky dans un Triple Threat match qui inclut également Rhea Ripley, et subit sa première défaite sur la plus grande scène du monde. 4 jours plus tard, elle souffre d'une fracture de deux doigts, survenue lors du dernier PLE, et doit s'absenter pour une durée indéterminée.

## Vie privée
Bianca Blair est l'ex fiancée du sprinteur bahamien Demetrius Pinder. Elle épouse le catcheur Montez Ford le 23 juin 2018.

## Palmarès
- World Wrestling Entertainment
  - 1 fois championne du Monde de la WWE
  - 2 fois championne de la WWE (plus long et court règne)
  - 2 fois championne par équipes de la WWE - avec Jade Cargill (2) et Naomi (1)
  - Vainqueure du Royal Rumble (2021)
  - Vainqueure du Elimination Chamber match (2022) et (2025)
  - 9e Triple Crown Women's Champion de la WWE

## Récompenses des magazines
- Pro Wrestling Illustrated

| Année | 2018 | 2019 | 2020 | 2021 | 2022 | 2023 | 2024 |
| ----- | ---- | ---- | ---- | ---- | ---- | ---- | ---- |
| Rang  | 85   | 36   | 23   | 1    | 2    | 3    | 34   |